# Лундхусаптур
Лундхусаптур (манс. Лундхусаптур, рос. Лундхусаптур) — природне озеро в Уральських горах, розташоване на території Івдельського міського округу в Свердловській області Росії, неподалік від кордону з Республікою Комі.
Водойма знаходиться в малонаселеній місцевості, в районі традиційного розселення мансі. В перекладі з мансійської мови її назва означає «Озеро гусячого гнізда» або «Озеро одинокої гуски». Цю назву пов'язують з давньою легендою, за якою, під час Всесвітнього потопу саме на цій водоймі вижила одна-єдина гуска. Російською назву озера часто пишуть як Лунтхусаптур.
З фізико-географічної точки зору водойма належить до регіону Північного Уралу. Лундхусаптур лежить на південному схилі гори Отортен (1234 м) — найвищої вершини хребта Поясний Камінь. Озеро утворилось на висоті 855 м над рівнем моря в льодовиковому карі, який з часом прийняв згладжених обрисів. Площа водойми становить 0,01 км². Живлення цього озера снігове. Оскільки водойма знаходиться в зоні різко континентального клімату, вона замерзає щороку на багато місяців. Лундхусаптур є витоком річки Лозьви, тобто належить до басейну Тавди.
Водойма упритул наближена до пологого схилу Отортена, однак її береги рівнинні. Берегова лінія згладжена, водне дзеркало має овальну форму. Береги Лундхусаптура вкриті кам'яними розсипами, окремі камені височіють і посеред води, однак справжніх островів в озері немає. Береги водойми вкриті бідною лучною рослинністю, невеликими за площею заростями верби чагарникового типу.
Озеро не має господарського значення, однак наближене до гори Отортен, яка є популярним об'єктом спортивного туризму. Як правило, туристи відвідують Лундхусаптур в рамках походів до перевалу Дятлова і плато Маньпупуньор.